# ماريا ريتا روسا
ماريا ريتا روسا (مواليد 19 أبريل 1966) سياسية إيطالية. هي عضو في الحزب الديمقراطي. ولدت ماريا في اليساندريا إيطاليا. ماريا هي ابنة أنجيلو روسا وهو بالفعل عضو في الحزب الاشتراكي الإيطالي ورئيس مقاطعة أليساندريا والمجلس الإقليمي بيدمونت في الثمانينيات. ماريا كانت عمدة أليساندريا من 21 مايو 2012 حتى 26 يونيو 2017، ورئيسة المقاطعة من 14 أكتوبر 2014 إلى 26 يونيو 2017. ماريا متزوجة ولديها أطفال.